# 1280
Високе Середньовіччя •  Реконкіста •  Ганза •  Монгольська імперія

## Геополітична ситуація
Михайло VIII Палеолог є імператором Візантійської імперії (до 1282), а Рудольф I королем Німеччини (до 1291). У Франції править Філіп III Сміливий (до 1285).
Апеннінський півострів розділений: північ належить Священній Римській імперії, середню частину займає Папська область, південь належить Сицилійському королівству. Деякі міста півночі: Венеція, Піза, Генуя тощо, мають статус міст-республік.
Майже весь Піренейський півострів займають християнські Кастилія (Леон, Астурія, Галісія), Наварра, Арагонське королівство (Арагон, Барселона) та Португалія, під владою маврів залишилися тільки землі на самому півдні. Едуард I Довгоногий є королем Англії (до 1307), Вацлав II — Богемії (до 1305), а королем Данії — Ерік V (до 1286).
Руські землі перебувають під владою Золотої Орди. Король Русі Лев Данилович править у Києві та Галичі (до 1301), Роман Михайлович Старий — у Чернігові (до 1288), Дмитро Олександрович Переяславський — у Володимиро-Суздальському князівстві (до 1294). На чолі королівства Угорщина стоїть Ласло IV Кун (до 1290). У Великопольщі княжить Пшемисл II (до 1296).
Монгольська імперія займає більшу частину Азії, але вона розділена на окремі улуси, що воюють між собою. У Китаї, зокрема, править монгольська династія Юань. У Єгипті владу утримують мамлюки. Невеликі території на Близькому Сході залишаються під владою хрестоносців. Мариніди правлять у Магрибі. Делійський султанат є наймогутнішою державою Північної Індії, а на півдні Індії панують держава Хойсалів та держава Пандья. В Японії триває період Камакура.
Цивілізація мая переживає посткласичний період. Почала зароджуватися цивілізація ацтеків.

## Події
- Лев Данилович приєднав до Руського Королівства частину сучасного Закарпаття.
- У боротьбу за краківський престол втрутилися Лев Данилович та Орда.
- Любек, Кіль, Вісмар, Росток і Штральзунд уклали вендську угоду, в якій вперше згадується слово Ганза.
- Королем Норвегії став Ейрік II Магнуссон.
- Війська Гранадського емірату завдали поразки силам Кастилії і Леону під Мокліном.
- Король Швеції Магнус III Ладулос звільнив від податку тих, хто надавав війську вершника. Як наслідок сформувалася шведська знать.
- У Болгарії Георгій I Тертер прогнав з країни двох інших претендентів на царський трон: Івана Асеня III та Івайла. Країна, проте, попала під владу ординців хана Ногая.
- Король Угорщини Ласло IV Кун здобув перемогу над половцями, завадивши їм покинути країну. Надалі він використовував половців для боротьби з угорськими магнатами.
- Єгипетський султан Калаун придушив повстання в Сирії.
- Ільхан Абака захопив Алеппо, але не зміг взяти цитадель.
- Томас III Савойський захопив Турин, у майбутньому столицю Савойської династії.
- Делійський султан Гійяс-уд-дін Балбан придушив повстання в Бенгалі.
- Хубілай, імператор Китаю з династії Юань, заборонив під страхом смерті забивати тварин за мусульманським ритуалом.

## Померли
- 15 лютого — у Кельні у віці близько 87-и років помер Альберт Великий (Альберт фон Больштедт), прославлений середньовіковий філософ, теолог, природодослідник, ініціатор енциклопедичної систематизації християнського богослів'я з опорою на вчення Арістотеля; його роботу завершив Тома Аквінський і виклав у праці «Сума теології».